# Chirindia swynnertoni
Chirindia swynnertoni — вид плазунів з родини амфісбенових (Amphisbaenidae). Мешкає в Східній та Південній Африці. Вид названий на честь британського натураліста Чарльза Свіннертона.

## Поширення і екологія
Chirindia swynnertoni мешкають в центральному і північному Мозамбіку, на південному сході Зімбабве, на сході Малаві та в Танзанії. вони живуть в сухих тропічних лісах, рідколіссях і саванах, на висоті до 300 м над рівнем моря. Ведуть риючий спосіб життя, живляться термітами та іншими безхребетними. Відкладають яйця.